# Serafino Vannutelli
Serafino Vannutelli (Genazzano, 26. studenog 1834. – Rim, 19. kolovoza 1915.) bio je talijanski prelat Rimokatoličke Crkve, kardinal i dužnosnik Rimske kurije u kojoj je obnašao nekoliko najviših upravnih dužnosti. Godine 1887. imenovan je kardinalom, a 1915. izabran je za dekana Kardinalskog zbora.
Njegov mlađi brat Vincenzo (1836. – 1930.) također je bio katolički kardinal.
Dodijeljen mu je kardinalski naslov crkve svete Sabine. Taj je naslov, 14. veljače 1889., ostavio te je primio naslov hrvatske crkve svetog Jeronima u Rimu. Naslov je zadržao do 12. lipnja 1893. kada je optirao za biskupiju Frascatti.

### Članci
- Bogdan, Jure. 2005. Hrvatska crkva svetog Jeronima u Rimu i njezini kardinali naslovnici. Crkva u svijetu. Sveučilište u Splitu - Katolički bogoslovni fakultet. Split. 40 (2): 187–205